# Ciureni, Sălaj
Ciureni este un sat în comuna Zalha din județul Sălaj, Transilvania, România.

## Vezi și

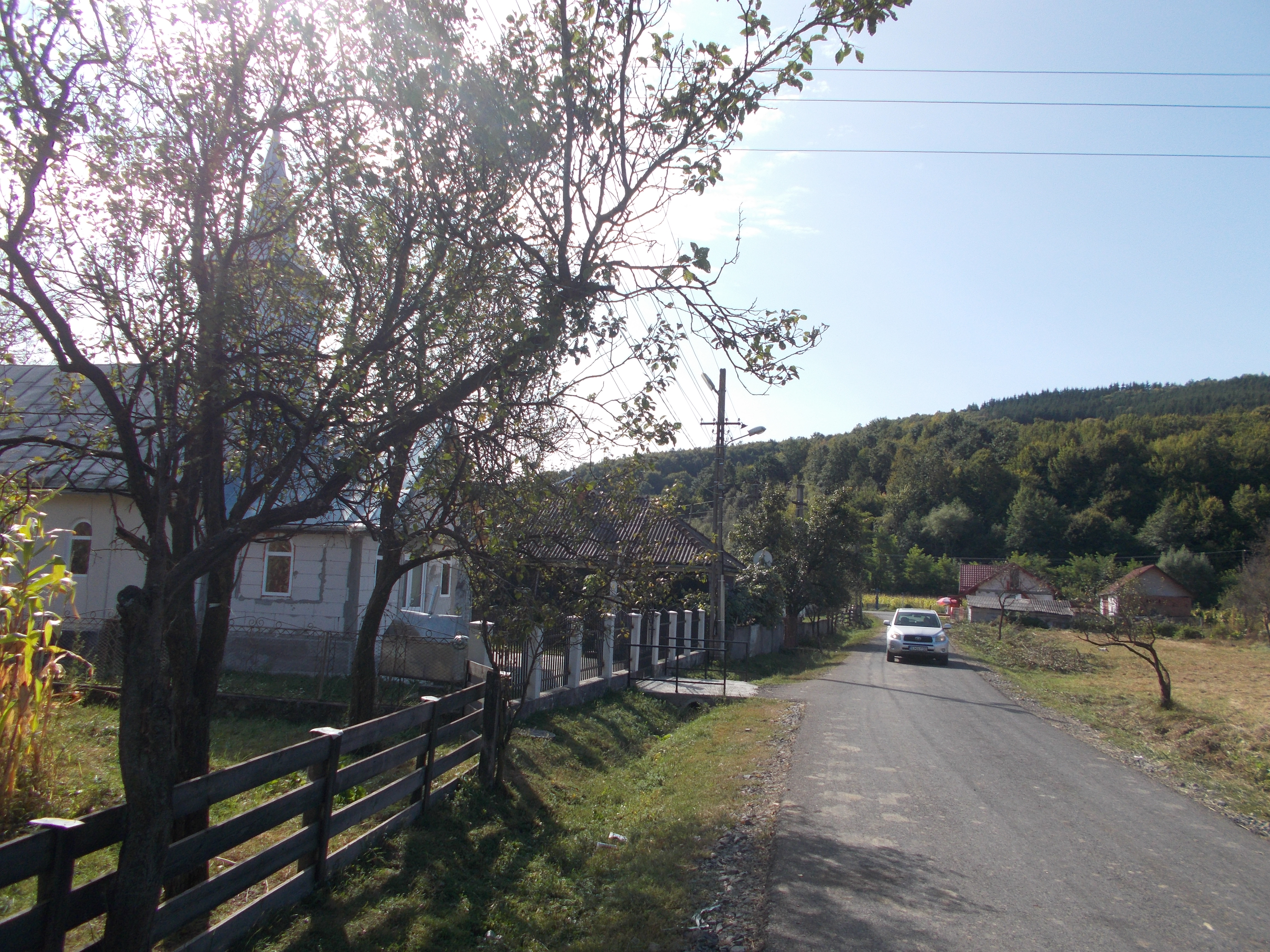
Satul Ciureni, Sălaj